# Euriphene melanops
Euriphene melanops är en fjärilsart som beskrevs av Aurivillius 1898. Euriphene melanops ingår i släktet Euriphene och familjen praktfjärilar. Inga underarter finns listade i Catalogue of Life.